# Malskäret, Malax
Malskäret är en ö i Finland. Den ligger i Norra kvarken och i kommunen Malax i den ekonomiska regionen  Vasa i landskapet Österbotten, i den västra delen av landet. Ön ligger omkring 20 kilometer sydväst om Vasa och omkring 370 kilometer nordväst om Helsingfors.
Öns area är 34,1 hektar och dess största längd är 1 kilometer i öst-västlig riktning.